# 吉尔吉斯斯坦宗教
吉爾吉斯斯坦宗教（2011）

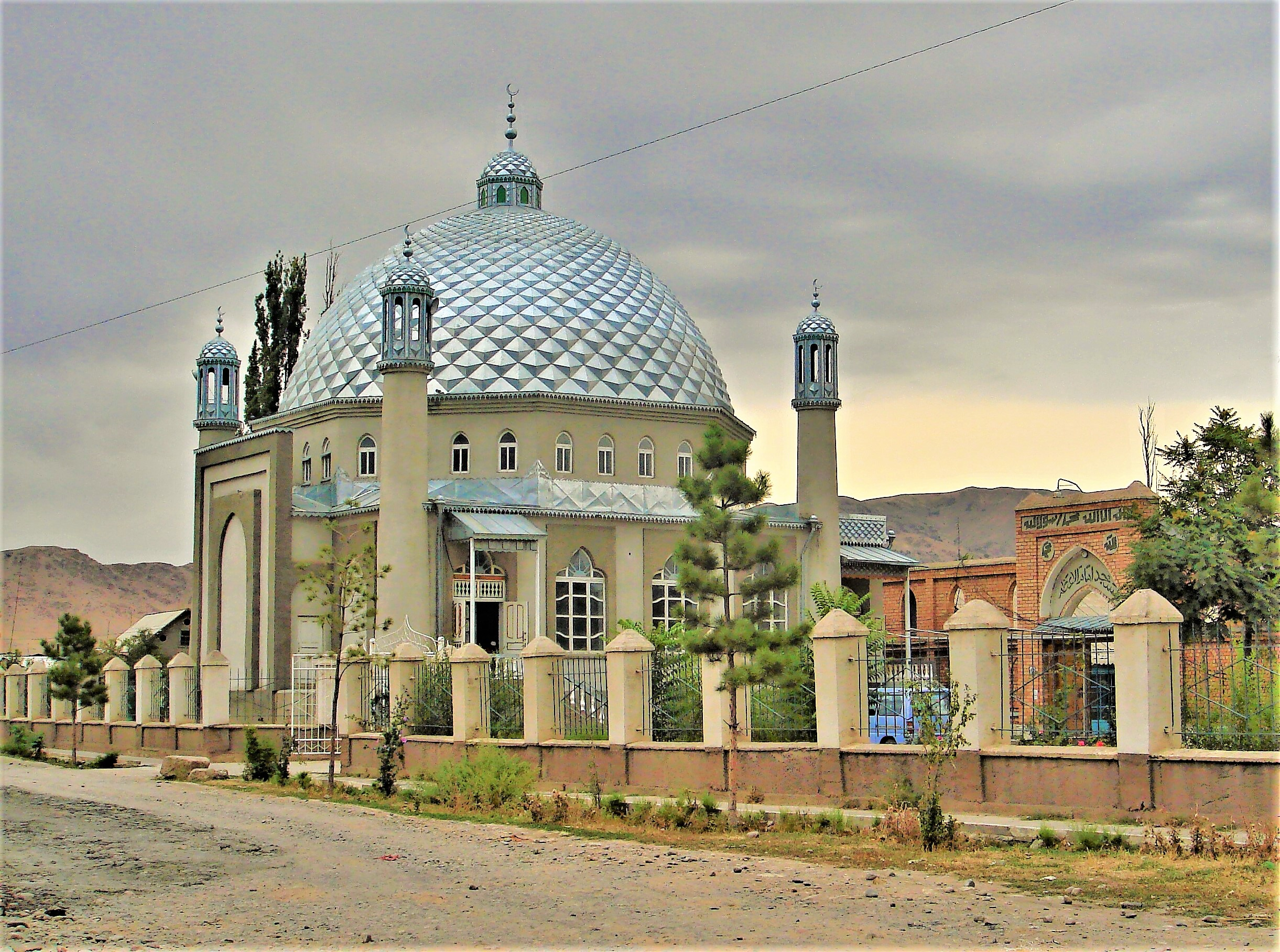
托克馬克的一間清真寺，伊斯蘭教為吉爾吉斯斯坦的主要宗教

吉爾吉斯斯坦的主要宗教是伊斯蘭教，但憲法保障宗教自由。吉爾吉斯斯坦的宗教有伊斯蘭教（包括遜尼派、什葉派和阿赫邁底亞）、基督宗教（包括俄羅斯正教會、天主教、新教的基督復臨安息日會）、猶太教和其他宗教（例如巴哈伊教、摩門教、薩滿教、瑣羅亞斯德教）。遜尼派伊斯蘭教是吉爾吉斯斯坦的主要宗教教派，佔75-80％的人口。

## 伊斯蘭教

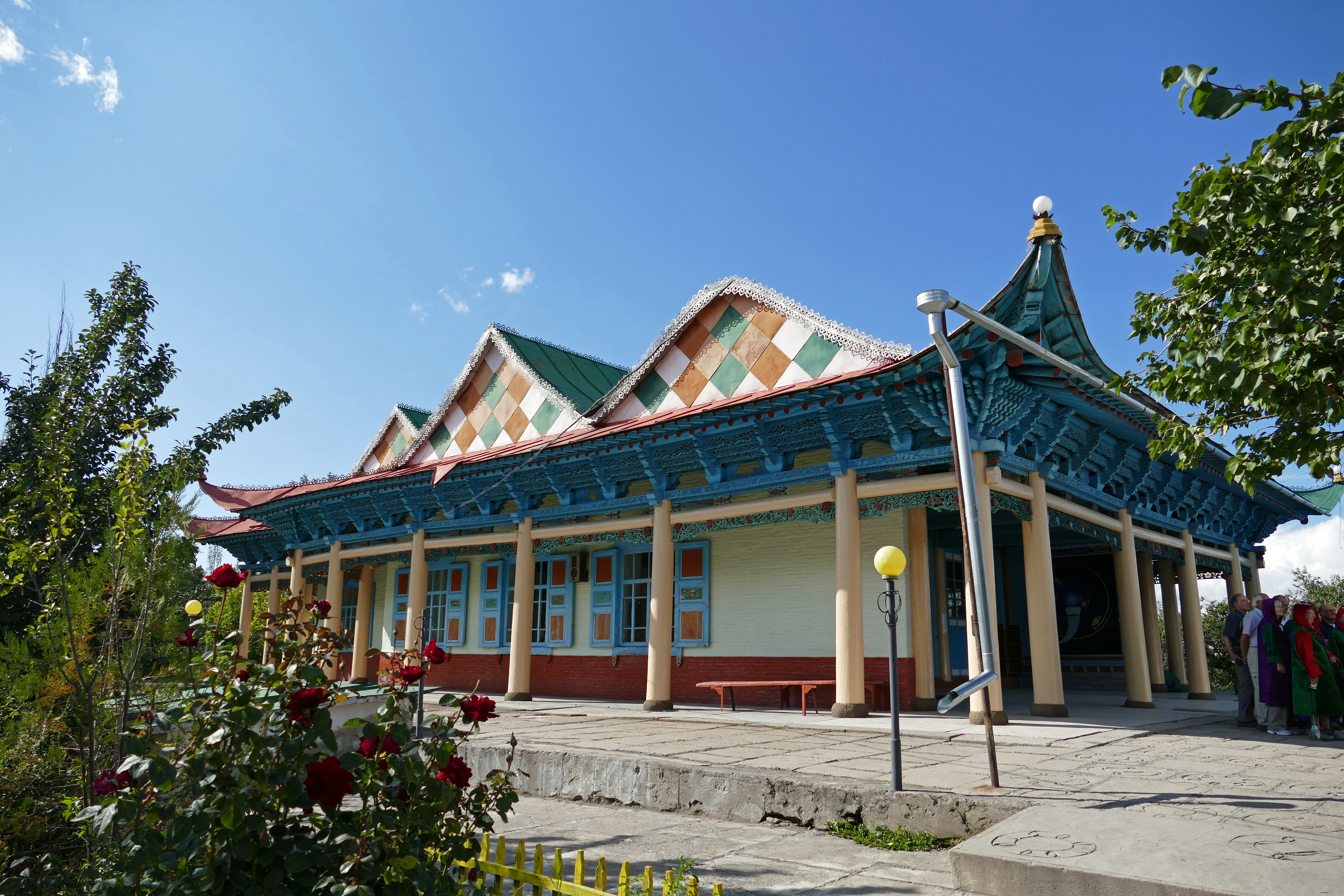
卡拉科爾的東干清真寺

吉爾吉斯斯坦從公元10至12世紀伊斯蘭化以來，一直以穆斯林為主。伊斯蘭教是吉爾吉斯坦最廣泛的信仰。官方消息來源估計，吉爾吉斯坦80％的人口是穆斯林。中情局世界概況估計為75％穆斯林人口。 吉爾吉斯斯坦幾乎所有的穆斯林都是遜尼派，有少數什葉派穆斯林（約一千人），也有一些阿赫邁底亞穆斯林，雖然阿赫邁底亞穆斯林不被國家承認。截至2007年5月，吉爾吉斯斯坦有1650座清真寺，其中1623座是有登記的，還有七個高等伊斯蘭教學機構。主要是穆斯林族群是吉爾吉斯族（佔總人口的67％）；烏茲別克族（14.2％）；東幹族（回族穆斯林）（1.1％）和維吾爾族（1％）。在蘇聯加盟共和國時期，許多清真寺和伊斯蘭學校被關閉。吉爾吉斯坦獨立後，伊蘭教信仰恢復，並在國家一體化進程中發揮了重要作用。

## 基督宗教

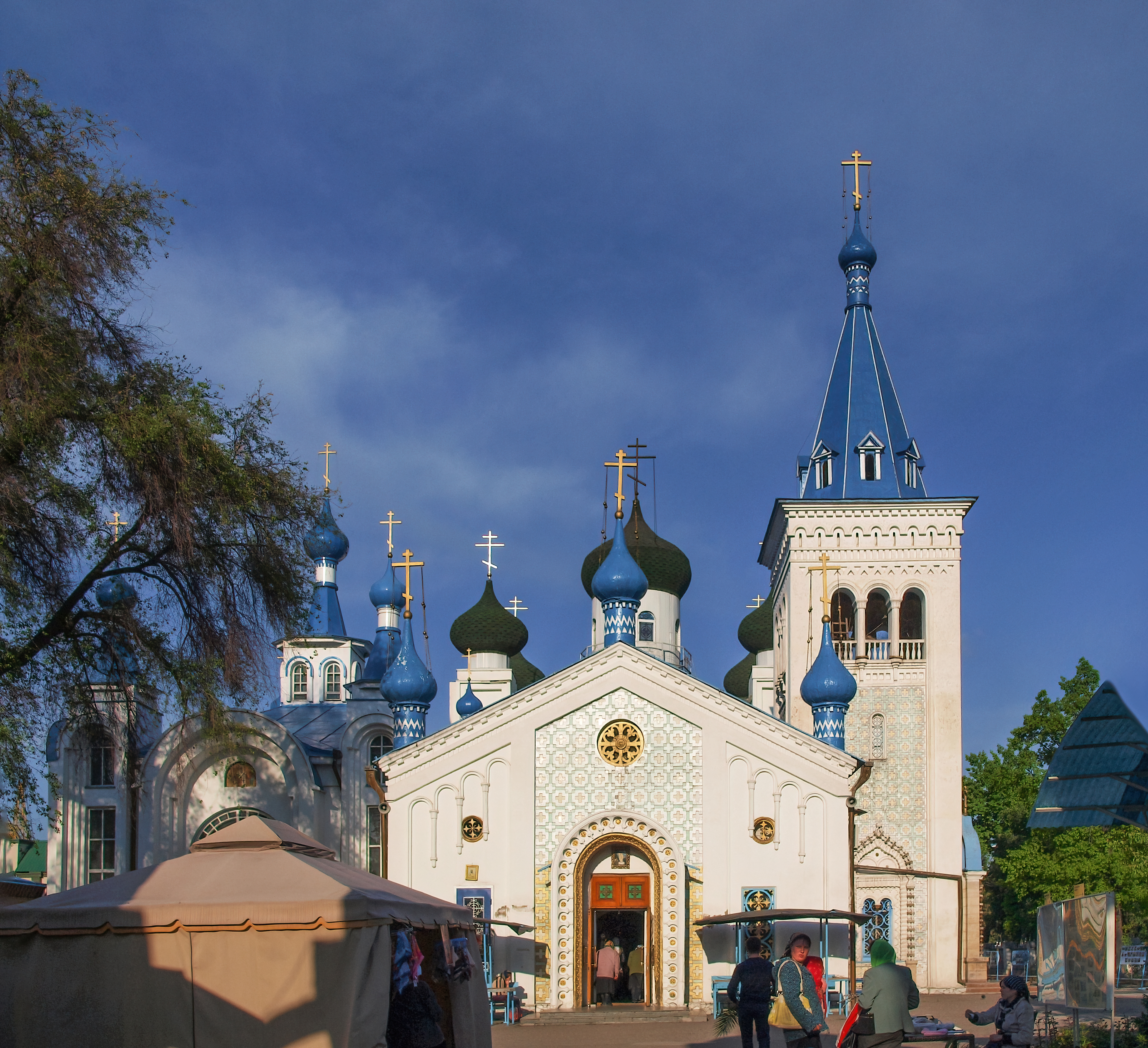
比什凱克的東正教堂

基督宗教是吉爾吉斯斯坦第二大的宗教信仰。第一批基督徒最早在七世紀就存在。這些基督徒屬於聶斯托里（景教），而今天聶斯托里教派信徒只存在於伊拉克，伊朗和敘利亞。

### 俄羅斯正教會
俄羅斯正教會在19世紀出現在吉爾吉斯斯坦。自1868年以來定居了許多從俄羅斯和烏克蘭的歐裔僑民。現今有20％的吉爾吉斯斯坦人口是俄羅斯正教會信徒。

### 天主教會
吉爾吉斯斯坦天主教信徒約有1000人，主要是透過耶穌會傳教士傳入。在比什凱克，塔拉斯和賈拉拉巴德有三個天主堂。

## 猶太教
現今吉爾吉斯斯坦剩下不到一百名猶太人，主要是布哈拉猶太人，還有一小部分是德裔猶太人。在蘇聯時代結束之後，大部分吉爾吉斯斯坦猶太人移居到以色列，德國和美國。

## 薩滿教
吉爾吉斯人保留許多古老的薩滿教習俗，許多薩滿習俗和伊斯蘭教儀式混合，形成民間伊斯蘭教。

## 其他宗教
歷史上吉爾吉斯斯坦曾經存在過摩尼教、瑣羅亞斯德教（祆教）。